# Wittebrink
De Wittebrink is een buurtschap langs de Hummeloseweg (Provinciale weg 330) in de Nederlandse gemeente Bronckhorst. De buurtschap behoorde voor het tot stand komen van de fusiegemeente Bronckhorst bij de gemeente Zelhem.
De Wittebrink is van verre herkenbaar aan de hoge silo's van een groot mengvoederbedrijf. Vrijwel de gehele buurtschap, inclusief de voormalige school, is thans in eigendom bij dit bedrijf. Hier bevindt zich de in 1970 gerestaureerde Wittebrinkse Molen. In de buurtschap vindt men café De Tol, vroeger ook bekend als de Pröhs. Het was ook het stamcafé van de popgroep Normaal. Achter het café is in de beek een natuurvriendelijke bypass aangelegd.

## Kerstmarkt
Wittebrink geniet enige bekendheid wegens haar vroege kerstmarkt die in 2009 en 2010 in de zomer werd gehouden. Wittebrink had daardoor de vroegste kerstmarkt van het jaar. De opbrengsten van deze markt waren ten bate voor het goede doel.

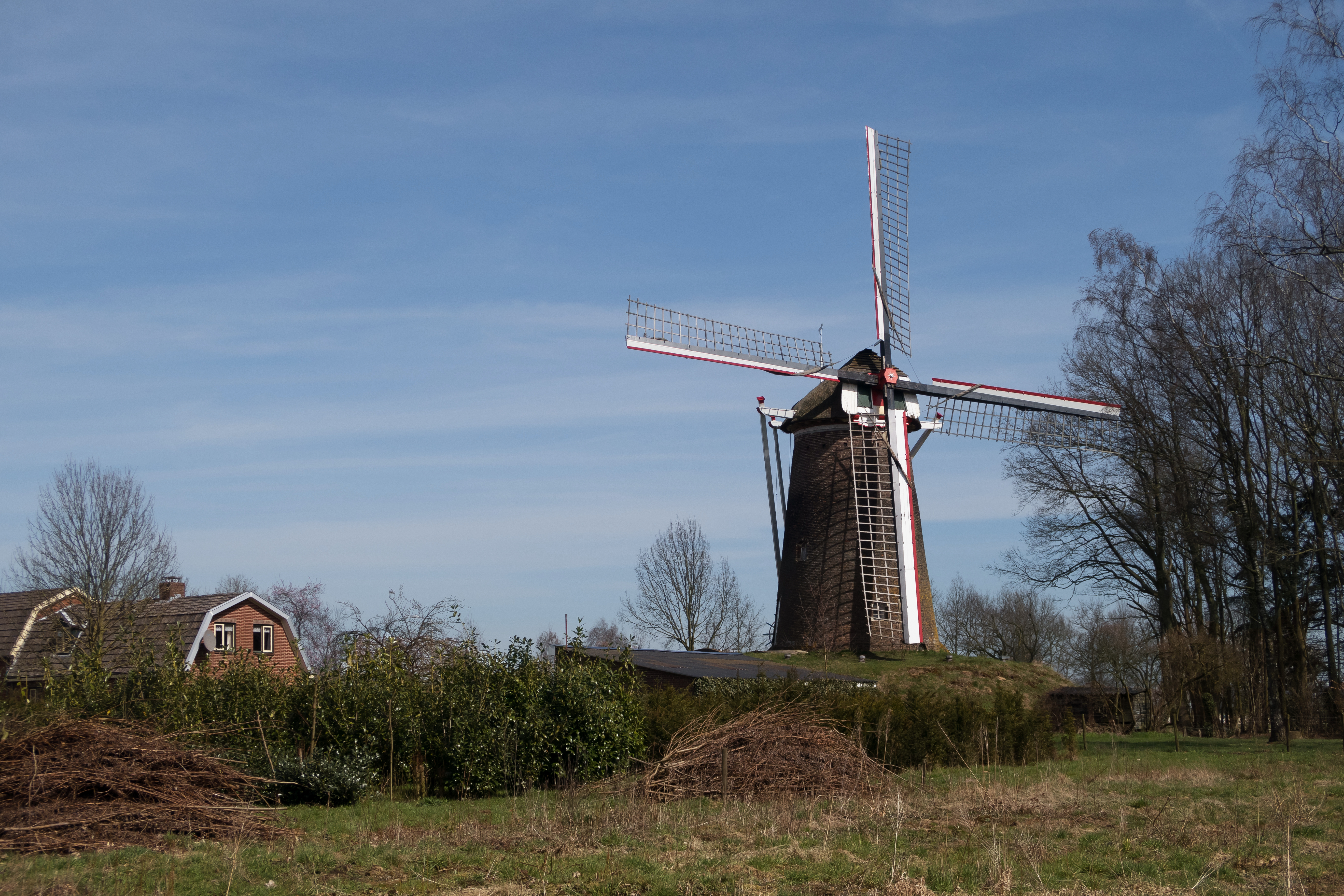
De Wittebrinkse Molen

Hoofdplaats: Hengelo      Stadjes: Bronkhorst · Laag-Keppel

Dorpen: Achter-Drempt · Baak · Drempt · Halle · Hengelo · Hoog-Keppel · Hummelo · Keijenborg · Kranenburg · Olburgen · Steenderen · Toldijk · Velswijk · Vierakker · Voor-Drempt · Vorden · Wichmond · Zelhem

Buurtschappen: Bekveld · Delden · Dunsborg · Eldrik · Gooi · Halle-Heide · Halle-Nijman · Heidenhoek · Heurne (deels) · Linde · De Meene · Medler · Meuhoek · Mossel · Noordink · Oosterwijk · Rha · Varssel · Veldhoek (deels) · Veldwijk · Wassinkbrink · Wientjesvoort · Wildenborch · Winkelshoek · Wittebrink · Wolfersveen

Voormalige gemeenten: Hengelo · Hummelo en Keppel · Steenderen · Vorden · Zelhem

Gelderland · Steden en dorpen in Gelderland      Nederland · Provincies · Gemeenten